# Die Daltons bewähren sich
Die Daltons bewähren sich (französisch Les Dalton se rachètent) ist ein Album der Comicserie Lucky Luke. Es wurde von Morris gezeichnet und von René Goscinny getextet und erschien erstmals 1963/1964.

## Handlung
In Form eines Experiments eines Senators namens Jonas O'Joyce werden die inhaftierten Daltons für einen Monat zur Bewährung in die Freiheit entlassen. Die Daltons wollen den Monat nutzen, um sich nach Ablauf der Zeit endlich an Lucky Luke zu rächen, dem sie die Gefängnisaufenthalte zu verdanken haben. Lucky Luke bringt die Daltons nach Tortilla Gulch. Dort versuchen diese sich als ehrbare Bürger darzustellen. Nachdem sie eine Diebesbande stellen werden sie von der Einwohnerschaft akzeptiert.
Als Averell seinen Brüdern mitteilt, dass der Monat vorbei sei, überfallen sie erst die Geschäfte der Stadt und nehmen später Lucky Luke gefangen sowie den Senator Jonas O'Joyce, der sich ein Bild machen will vom Verlauf seines Experiments. Da die Daltons dabei feststellen, dass noch zwei Tage fehlen bis zum Ende der Bewährungsfrist, denkt Joe, sie müssten solange warten, ehe sie Lucky Luke umbringen und ihr altes Leben als Verbrecher wieder aufnehmen können. Joe lässt sich auch nicht von William beirren, der vorschlägt, ihre beiden Gefangenen zu töten und mit der Beute zu fliehen. Stattdessen versuchen Joe, William und Jack in Tortilla Gulch ihren Raubzug als „Aprilscherz“ darzustellen, während Averell die Gefangenen bewachen soll. Dieser lässt sich jedoch von Lucky Luke übertölpeln, so dass dieser schließlich auch die drei anderen Daltons überwältigen kann, und sie wieder ins Gefängnis bringt.

## Veröffentlichung
Die Geschichte wurde erstmals 1963–1964 im Magazin Spirou und 1965 bei Dupuis als Album veröffentlicht.
Auf Deutsch erschien die Geschichte 1970 als Taschenbuch in der Reihe Kauka Super-Serie, 1973 im Magazin Primo, 1977 im Zack-Heft und 1981 als Album bei Ehapa (Band 30).
Die Geschichte wurde 1984 für die Lucky-Luke-Zeichentrickserie verfilmt.